# Cilengkrang Girang
Cilengkrang Girang is een bestuurslaag in het regentschap Cirebon van de provincie West-Java, Indonesië. Cilengkrang Girang telt 2747 inwoners (volkstelling 2010).